# Snowboard-Weltcup 1995/96
Der FIS Snowboard-Weltcup 1995/96 begann am 21. November 1995 im österreichischen Zell am See und endete am 17. März 1996 im US-amerikanischen Mount Bachelor. Bei den Männern und Frauen wurden jeweils 33 Wettbewerbe ausgetragen. Die Gesamtweltcups sicherten sich der US-Amerikaner Mike Jacoby und die Französin Karine Ruby.

## Männer

### Podestplätze
- SL = Slalom
- GS = Riesenslalom
- PSL = Parallel-Slalom
- SBX = Snowboardcross
- HP = Halfpipe

| Nr.                                                                  | Datum             | Austragungsort | Disziplin | Sieger             | Zweiter            | Dritter            |
| -------------------------------------------------------------------- | ----------------- | -------------- | --------- | ------------------ | ------------------ | ------------------ |
| 1.                                                                   | 21. November 1995 | Zell am See    | GS        | Peter Pechhacker   | Mike Jacoby        | Thomas Lyman       |
| 2.                                                                   | 22. November 1995 | Zell am See    | GS        | Mike Jacoby        | Peter Pechhacker   | Thomas Lyman       |
| 3.                                                                   | 1. Dezember 1995  | Altenmarkt     | GS        | Jeff Greenwood     | Harald Walder      | Rob Berney         |
| 4.                                                                   | 2. Dezember 1995  | Altenmarkt     | SL        | Manuel Mendoza     | Dieter Moherndl    | Peter Pechhacker   |
| 5.                                                                   | 3. Dezember 1995  | Altenmarkt     | PSL       | Ulf Maard          | Maxence Idesheim   | Peter Pichler      |
| 6.                                                                   | 8. Dezember 1995  | Sestriere      | PSL       | Rainer Krug        | Helmut Pramstaller | Stefan Kaltschütz  |
| 7.                                                                   | 9. Dezember 1995  | Bardonecchia   | SL        | Mathias Behounek   | Stefan Kaltschütz  | Helmut Pramstaller |
| 8.                                                                   | 10. Dezember 1995 | Bardonecchia   | GS        | Mike Jacoby        | Rob Berney         | Steve Persons      |
| 9.                                                                   | 12. Januar 1996   | La Bresse      | GS        | Mike Jacoby        | Peter Pechhacker   | Harald Walder      |
| 10.                                                                  | 13. Januar 1996   | La Bresse      | PSL       | Thedo Remmelink    | Peter Pichler      | Xavier Rolland     |
| 11.                                                                  | 18. Januar 1996   | Innichen       | HP        | Ross Powers        | Dan Smith          | Shin’ichi Watanabe |
| 12.                                                                  | 19. Januar 1996   | Innichen       | HP        | Rob Kingwill       | Ross Powers        | Henrik Jansson     |
| 13.                                                                  | 20. Januar 1996   | Innichen       | SL        | Thedo Remmelink    | Peter Pichler      | Ulf Maard          |
| 14.                                                                  | 21. Januar 1996   | Innichen       | PSL       | Ivo Rudiferia      | Rainer Krug        | Tom O’Brien        |
| 24. bis 28. Januar 1996: Snowboard-Weltmeisterschaften 1996 in Lienz |                   |                |           |                    |                    |                    |
| 15.                                                                  | 3. Februar 1996   | Bad Hindelang  | PSL       | Helmut Pramstaller | Mike Jacoby        | Harald Walder      |
| 16.                                                                  | 4. Februar 1996   | Bad Hindelang  | GS        | Harald Walder      | Andrea Matteoli    | Stefan Kaltschütz  |
| 17.                                                                  | 10. Februar 1996  | Kanbayashi     | GS        | Mike Jacoby        | Mike Kildevæld     | Bill Enos          |
| 18.                                                                  | 11. Februar 1996  | Kanbayashi     | HP        | Dan Smith          | Lael Gregory       | Ross Powers        |
| 19.                                                                  | 12. Februar 1996  | Kanbayashi     | SL        | Mathias Behounek   | Mike Jacoby        | Stefan Kaltschütz  |
| 20.                                                                  | 16. Februar 1996  | Yomase         | GS        | Mike Jacoby        | Jeff Greenwood     | Bernd Kroschewski  |
| 21.                                                                  | 17. Februar 1996  | Kanbayashi     | HP        | Ross Powers        | Rob Kingwill       | Dan Smith          |
| 22.                                                                  | 24. Februar 1996  | Calgary        | PSL       | Dieter Moherndl    | Bernd Kroschewski  | Tom O’Brien        |
| 23.                                                                  | 25. Februar 1996  | Calgary        | HP        | Rob Kingwill       | Ross Powers        | Derek Heidt        |
| 24.                                                                  | 1. März 1996      | Sun Peaks      | GS        | Stefan Kaltschütz  | Harald Walder      | Thedo Remmelink    |
| 25.                                                                  | 2. März 1996      | Sun Peaks      | PSL       | Helmut Pramstaller | Ulf Maard          | Maxence Idesheim   |
| 26.                                                                  | 3. März 1996      | Sun Peaks      | HP        | Zach Horwitz       | Dan Smith          | Rob Kingwill       |
| 27.                                                                  | 9. März 1996      | Boreal Ridge   | HP        | Dan Smith          | Lael Gregory       | Jason Burkstede    |
| 28.                                                                  | 9. März 1996      | Boreal Ridge   | SL        | Rainer Krug        | Ulf Maard          | Mike Jacoby        |
| 29.                                                                  | 10. März 1996     | Alpine Meadows | GS        | Peter Pechhacker   | Mike Jacoby        | Mathias Behounek   |
| 30.                                                                  | 14. März 1996     | Mount Bachelor | GS        | Harald Walder      | Mike Jacoby        | Dieter Moherndl    |
| 31.                                                                  | 15. März 1996     | Mount Bachelor | SL        | Stefan Kaltschütz  | Peter Pichler      | Maxence Idesheim   |
| 32.                                                                  | 16. März 1996     | Mount Bachelor | PSL       | Maxence Idesheim   | Peter Pichler      | Stefan Kaltschütz  |
| 33.                                                                  | 17. März 1996     | Mount Bachelor | HP        | Rob Kingwill       | Ross Powers        | Zach Horwitz       |

### Weltcupstände
| Rang | Name             | Punkte |
| ---- | ---------------- | ------ |
| 1.   | Mike Jacoby      | 1243   |
| 2.   | Stefan Wurzacher | 957    |
| 3.   | Thedo Remmelink  | 896    |
| 4.   | Harald Walder    | 895    |
| 5.   | Peter Pechhacker | 824    |
| 6.   | Peter Pichler    | 802    |
| 7.   | Maxence Idesheim | 760    |
| 8.   | Mathias Behounek | 755    |
| 9.   | Dieter Moherndl  | 660    |
| 10.  | Rainer Krug      | 581    |

| Rang | Name             | Punkte |
| ---- | ---------------- | ------ |
| 1.   | Mike Jacoby      | 7900   |
| 2.   | Peter Pechhacker | 5820   |
| 3.   | Harald Walder    | 5760   |
| 4.   | Thedo Remmelink  | 4160   |
| 5.   | Stefan Wurzacher | 3530   |
| 6.   | Mathias Behounek | 3260   |
| 7.   | Jeff Greenwood   | 3090   |
| 8.   | Thomas Lyman     | 3070   |
| 9.   | Bill Enos        | 2790   |
| 10.  | Maxence Idesheim | 2360   |

| Rang | Name               | Punkte |
| ---- | ------------------ | ------ |
| 1.   | Peter Pichler      | 6320   |
| 2.   | Stefan Wurzacher   | 6210   |
| 3.   | Maxence Idesheim   | 5480   |
| 4.   | Dieter Moherndl    | 5160   |
| 5.   | Ulf Maard          | 5110   |
| 6.   | Thedo Remmelink    | 4770   |
| 7.   | Ivo Rudiferia      | 4590   |
| 8.   | Helmut Pramstaller | 4584   |
| 9.   | Rainer Krug        | 4460   |
| 10.  | Mathias Behounek   | 4320   |

| Rang | Name               | Punkte |
| ---- | ------------------ | ------ |
| 1.   | Ross Powers        | 5000   |
| 2.   | Rob Kingwill       | 4760   |
| 3.   | Dan Smith          | 4700   |
| 4.   | Lael Gregory       | 3400   |
| 5.   | Zach Horwitz       | 3040   |
| 6.   | Henrik Jansson     | 2460   |
| 7.   | Shin’ichi Watanabe | 2300   |
| 8.   | Ivan Zeller        | 2190   |
| 9.   | Dustin del Gudice  | 1980   |
| 10.  | Tommy Czeschin     | 1720   |

## Frauen

### Podestplätze
| Nr.                                                                  | Datum             | Austragungsort | Disziplin | Sieger                | Zweiter                     | Dritter                     |
| -------------------------------------------------------------------- | ----------------- | -------------- | --------- | --------------------- | --------------------------- | --------------------------- |
| 1.                                                                   | 21. November 1995 | Zell am See    | GS        | Karine Ruby           | Heidi Renoth                | Birgit Herbert              |
| 2.                                                                   | 22. November 1995 | Zell am See    | GS        | Marion Posch          | Manuela Riegler             | Sondra van Ert              |
| 3.                                                                   | 1. Dezember 1995  | Altenmarkt     | GS        | Karine Ruby           | Manuela Riegler             | Lidia Trettel               |
| 4.                                                                   | 2. Dezember 1995  | Altenmarkt     | SL        | Heidi Renoth          | Manuela Riegler             | Birgit Herbert              |
| 5.                                                                   | 3. Dezember 1995  | Altenmarkt     | PSL       | Karine Ruby           | Steffi Prentl               | Manuela Riegler             |
| 6.                                                                   | 8. Dezember 1995  | Sestriere      | PSL       | Birgit Herbert        | Karine Ruby                 | Marion Posch                |
| 7.                                                                   | 9. Dezember 1995  | Bardonecchia   | SL        | Karine Ruby           | Manuela Riegler             | Sondra van Ert              |
| 8.                                                                   | 10. Dezember 1995 | Bardonecchia   | GS        | Karine Ruby           | Birgit Herbert              | Dagmar Mair unter der Eggen |
| 9.                                                                   | 12. Januar 1996   | La Bresse      | GS        | Karine Ruby           | Maria Kirchgasser-Pichler   | Alexandra Krings            |
| 10.                                                                  | 13. Januar 1996   | La Bresse      | PSL       | Karine Ruby           | Heidi Renoth                | Steffi Prentl               |
| 11.                                                                  | 18. Januar 1996   | Innichen       | HP        | Carolien van Kilsdonk | Annemarie Uliasz            | Cammy Potter                |
| 12.                                                                  | 19. Januar 1996   | Innichen       | HP        | Carolien van Kilsdonk | Annemarie Uliasz            | Stacey Burke                |
| 13.                                                                  | 20. Januar 1996   | Innichen       | SL        | Marcella Boerma       | Karine Ruby                 | Tanja Fischer               |
| 14.                                                                  | 21. Januar 1996   | Innichen       | PSL       | Karine Ruby           | Marion Posch                | Marcella Boerma             |
| 24. bis 28. Januar 1996: Snowboard-Weltmeisterschaften 1996 in Lienz |                   |                |           |                       |                             |                             |
| 15.                                                                  | 3. Februar 1996   | Bad Hindelang  | PSL       | Dorothée Fournier     | Manuela Riegler             | Tanja Fischer               |
| 16.                                                                  | 4. Februar 1996   | Bad Hindelang  | GS        | Ursula Fingerlos      | Heidi Renoth                | Birgit Herbert              |
| 17.                                                                  | 10. Februar 1996  | Kanbayashi     | GS        | Sondra van Ert        | Manuela Riegler             | Karine Ruby                 |
| 18.                                                                  | 11. Februar 1996  | Kanbayashi     | SL        | Heidi Renoth          | Stacia Hookom               | Karine Ruby                 |
| 19.                                                                  | 12. Februar 1996  | Kanbayashi     | HP        | Carolien van Kilsdonk | Annemarie Uliasz            | Candice Drouin              |
| 20.                                                                  | 16. Februar 1996  | Yomase         | GS        | Alexandra Krings      | Amalie Kulawik              | Karine Ruby                 |
| 21.                                                                  | 17. Februar 1996  | Kanbayashi     | HP        | Carolien van Kilsdonk | Naomi Azuma                 | Stacey Burke                |
| 22.                                                                  | 24. Februar 1996  | Calgary        | PSL       | Karine Ruby           | Dagmar Mair unter der Eggen | Marion Posch                |
| 23.                                                                  | 25. Februar 1996  | Calgary        | HP        | Carolien van Kilsdonk | Lori Glazier                | Candice Drouin              |
| 24.                                                                  | 1. März 1996      | Sun Peaks      | GS        | Ursula Fingerlos      | Birgit Herbert              | Sondra van Ert              |
| 25.                                                                  | 2. März 1996      | Sun Peaks      | PSL       | Manuela Riegler       | Tanja Fischer               | Karine Ruby                 |
| 26.                                                                  | 3. März 1996      | Sun Peaks      | HP        | Lori Glazier          | Carolien van Kilsdonk       | Annemarie Uliasz            |
| 27.                                                                  | 9. März 1996      | Boreal Ridge   | HP        | Annemarie Uliasz      | Lori Glazier                | Carolien van Kilsdonk       |
| 28.                                                                  | 9. März 1996      | Boreal Ridge   | SL        | Karine Ruby           | Marcella Boerma             | Birgit Herbert              |
| 29.                                                                  | 10. März 1996     | Alpine Meadows | GS        | Ursula Fingerlos      | Karine Ruby                 | Sondra van Ert              |
| 30.                                                                  | 14. März 1996     | Mount Bachelor | GS        | Karine Ruby           | Sondra van Ert              | Manuela Riegler             |
| 31.                                                                  | 15. März 1996     | Mount Bachelor | SL        | Karine Ruby           | Heidi Renoth                | Birgit Herbert              |
| 32.                                                                  | 16. März 1996     | Mount Bachelor | PSL       | Marion Posch          | Dorothée Fournier           | Dagmar Mair unter der Eggen |
| 33.                                                                  | 17. März 1996     | Mount Bachelor | HP        | Carolien van Kilsdonk | Kelly Kaye                  | Lori Glazier                |

### Weltcupstände
| Rang | Name                        | Punkte |
| ---- | --------------------------- | ------ |
| 1.   | Karine Ruby                 | 1761   |
| 2.   | Manuela Riegler             | 1024   |
| 3.   | Birgit Herbert              | 1019   |
| 4.   | Marion Posch                | 893    |
| 5.   | Heidi Renoth                | 886    |
| 6.   | Sondra van Ert              | 885    |
| 7.   | Ursula Fingerlos            | 786    |
| 8.   | Alexandra Krings            | 780    |
| 9.   | Dorothée Fournier           | 769    |
| 10.  | Dagmar Mair unter der Eggen | 768    |

| Rang | Name                        | Punkte |
| ---- | --------------------------- | ------ |
| 1.   | Karine Ruby                 | 7500   |
| 2.   | Sondra van Ert              | 5190   |
| 3.   | Ursula Fingerlos            | 4950   |
| 4.   | Birgit Herbert              | 4840   |
| 5.   | Manuela Riegler             | 4670   |
| 6.   | Alexandra Krings            | 3950   |
| 7.   | Marion Posch                | 3710   |
| 8.   | Heidi Renoth                | 3690   |
| 9.   | Dagmar Mair unter der Eggen | 3600   |
| 10.  | Amalie Kulawik              | 3570   |

| Rang | Name                        | Punkte |
| ---- | --------------------------- | ------ |
| 1.   | Karine Ruby                 | 10200  |
| 2.   | Marcella Boerma             | 5590   |
| 3.   | Manuela Riegler             | 5560   |
| 4.   | Birgit Herbert              | 5290   |
| 4.   | Marion Posch                | 5290   |
| 6.   | Heidi Renoth                | 5240   |
| 7.   | Tanja Fischer               | 5050   |
| 8.   | Dorothée Fournier           | 4760   |
| 9.   | Stacia Hookom               | 4586   |
| 10.  | Dagmar Mair unter der Eggen | 4050   |

| Rang | Name                  | Punkte |
| ---- | --------------------- | ------ |
| 1.   | Carolien van Kilsdonk | 6000   |
| 2.   | Annemarie Uliasz      | 4500   |
| 3.   | Lori Glazier          | 3200   |
| 4.   | Candice Drouin        | 3100   |
| 5.   | Stacey Burke          | 2740   |
| 6.   | Cammy Potter          | 2710   |
| 7.   | Lynn Ott              | 2050   |
| 8.   | Kelly Kaye            | 2010   |
| 9.   | Satoko Motoyoshi      | 1530   |
| 10.  | Tara Teigen           | 1450   |